# 머니투데이
머니투데이(MONEY TODAY)는 1999년 9월 22일 설립되고, 2001년 6월 19일 오프라인 신문을 창간한 미디어그룹이다. 본사는 대한민국 서울특별시 종로구 서린동 149 청계 11빌딩에 위치해 있다. 대표이사 회장은 홍선근이다.

## 개요
1999년 9월 22일 설립된 (주)머니투데이가 2000년 1월 1일 최초의 금융·증권 전문 인터넷신문으로 창간하였다. 이어 2001년 6월 19일 오프라인 신문을 창간하면서 온라인과 지면 신문을 만들고 있다. 2004년 리얼타임 연예속보 '스타뉴스' 콘텐트 서비스를 시작하였고 2005년 벤처기업으로 지정되었다. 2006년 1월부터 출판사업을 시작하였다.2008년 10월 1일에는 MCN을 인수하여 MTN(머니투데이방송)을 개국했고, 민영 뉴스통신사로는 2011년 4월 뉴스1을 출범했고, 2014년 7월 뉴시스를 인수했다.
주요 보도 분야는 증권·금융·산업·정보통신·국제·부동산·특집기획 등이다. 사업 분야는 온라인 광고, IR(투자자관계·기업설명활동) 서비스, 뉴스 판매 및 제휴 서비스, 오프라인 신문 광고·마케팅 등이며, 온라인·오프라인 매체별로 사업을 진행한다. 증권사·인터넷 포털사이트·금융기관 등을 통해 뉴스를 제공하고, 블룸버그·로이터·텔리레이트 등 해외 통신사에도 기사를 전송하고 있다.

## 사시
머니투데이의 사시는 "투명하고 깨끗한 시장, 투자정보의 민주화"이다.

## 계열사
(주)머니투데이는 인터넷 미디어와 일간 신문 발행 이외에도 '머니S'(2016년 8월까지는 moneyweek), 'MTN 머니투데이방송', '스타뉴스 (star.mt.co.kr)', '지디넷코리아  (zdnet.co.kr)', '오센(OSEN)', '대학경제(ubiz.mt.co.kr)', 'TECH M', '더벨(thebell)', '이로운넷(eroun.net)', 'ize(ize.co.kr)', '포옹(twitter.com/4ong)', 민영 뉴스통신사 '뉴시스' 및 '뉴스1'을 운영하고 있다.

## 문예상 시상
2016년부터 한국과학문학상 공모를 받고 있다. SF 소설의 신인 작가를 대상으로 한 상이다.

## 웹툰
- 구로막차 오뎅한개피
- 060 특수부대
- 츄리닝
- 콜롯세움
- 발키리즘
- 포천
- 낙장불입
- 비아글로
- 섹시봉봉
- 겜블 - 타짜의 타짜
- 무규칙 여행기
- 츄리닝
- 스포츠 라이트